# Ommatius ampliatus
Ommatius ampliatus är en tvåvingeart som beskrevs av Scarbrough 2002. Ommatius ampliatus ingår i släktet Ommatius och familjen rovflugor.
Artens utbredningsområde är Colombia. Inga underarter finns listade i Catalogue of Life.